# 방지초등학교 봉하분교
방지초등학교 봉하분교는 대한민국 경상북도 청도군 운문면 구룡로 1363 (봉하리)에 있었던 분교이다.

## 연혁
- 1934년 5월 26일 운문공립보통학교 부설 간이학교(정상동)
- 1944년 3월 22일 봉하공립국민학교 개교
- 1993년 3월 1일 방지국민학교 봉하분교장
- 1999년 9월 1일 방지초등학교로 통폐합